# Laubressel
Laubressel – miejscowość i gmina we Francji, w regionie Grand Est, w departamencie Aube.
Według danych na rok 1990 gminę zamieszkiwało 279 osób, a gęstość zaludnienia wynosiła 17 osób/km².

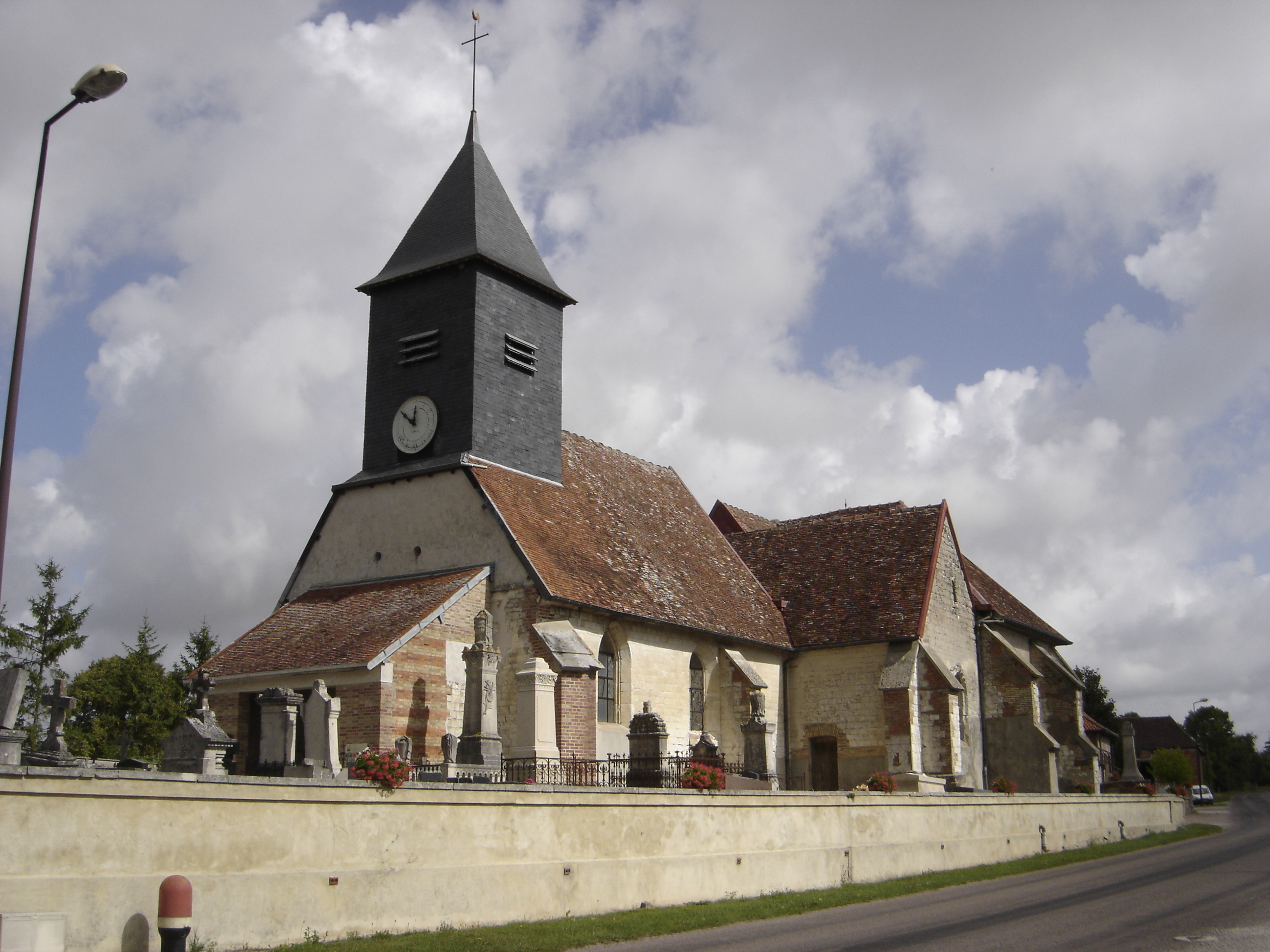
Kościół w Laubressel, 2009